# Baarle-Nassau
Baarle-Nassau (uitspraakⓘ) (Brabants: Baol) is een Nederlandse gemeente en plaats in de provincie Noord-Brabant, ongeveer 15 kilometer ten zuiden van Tilburg. De gemeente telt 7.076 inwoners en heeft een totale oppervlakte van 76,29 km², waarvan 76,14 km² land en 0,15 km² water (22 november 2024, Bron: CBS). In 2006 hadden 174 inwoners van Baarle-Nassau de Belgische nationaliteit.
Baarle-Nassau vormt samen met de Belgische gemeente Baarle-Hertog het Kempense dorp Baarle. Het grondgebied van beide gemeenten loopt met name in de kern van Baarle flink door elkaar. Er zijn 22 exclaves van Baarle-Hertog in Baarle-Nassau en acht exclaves van Baarle-Nassau in Baarle-Hertog. Een aantal van deze Nederlandse exclaves vormt weer enclaves binnen de Belgische enclaves in Nederland (contra-enclaves of tegenenclaves, oftewel enclaves van de tweede orde, vergelijkbaar met Nahwa en een 28-tal van de Cooch Beharenclaves tot 1 augustus 2015).
Baarle-Nassau had twee stations, die deel uitmaakten van het Bels lijntje. Een station Baarle-Nassau in het dorp zelf en een station Baarle-Nassau Grens bij de buurtschap Baarle-Nassau Grens.

## Kernen
Plaatsen in de gemeente zijn Baarle-Nassau, Castelré en Ulicoten.
Overige kernen zijn Baarle-Nassau Grens, Boschhoven, Driehuizen, Eikelenbosch, Gorpeind, Grens/Ghill, Heesboom, Heikant, Hoogeind, Huisvennen, Keizershoek, Klein-Bedaf, Liefkenshoek, Loveren, Maaijkant, Nieuwe Strumpt, Nijhoven, Oude Strumpt, Reth, Reuth, Tommel, Veldbraak en Voske.

## Topografie
Topografische kaart van de gemeente Baarle-Nassau

Het centrum van Baarle-Hertog in Baarle-Nassau

## Geschiedenis

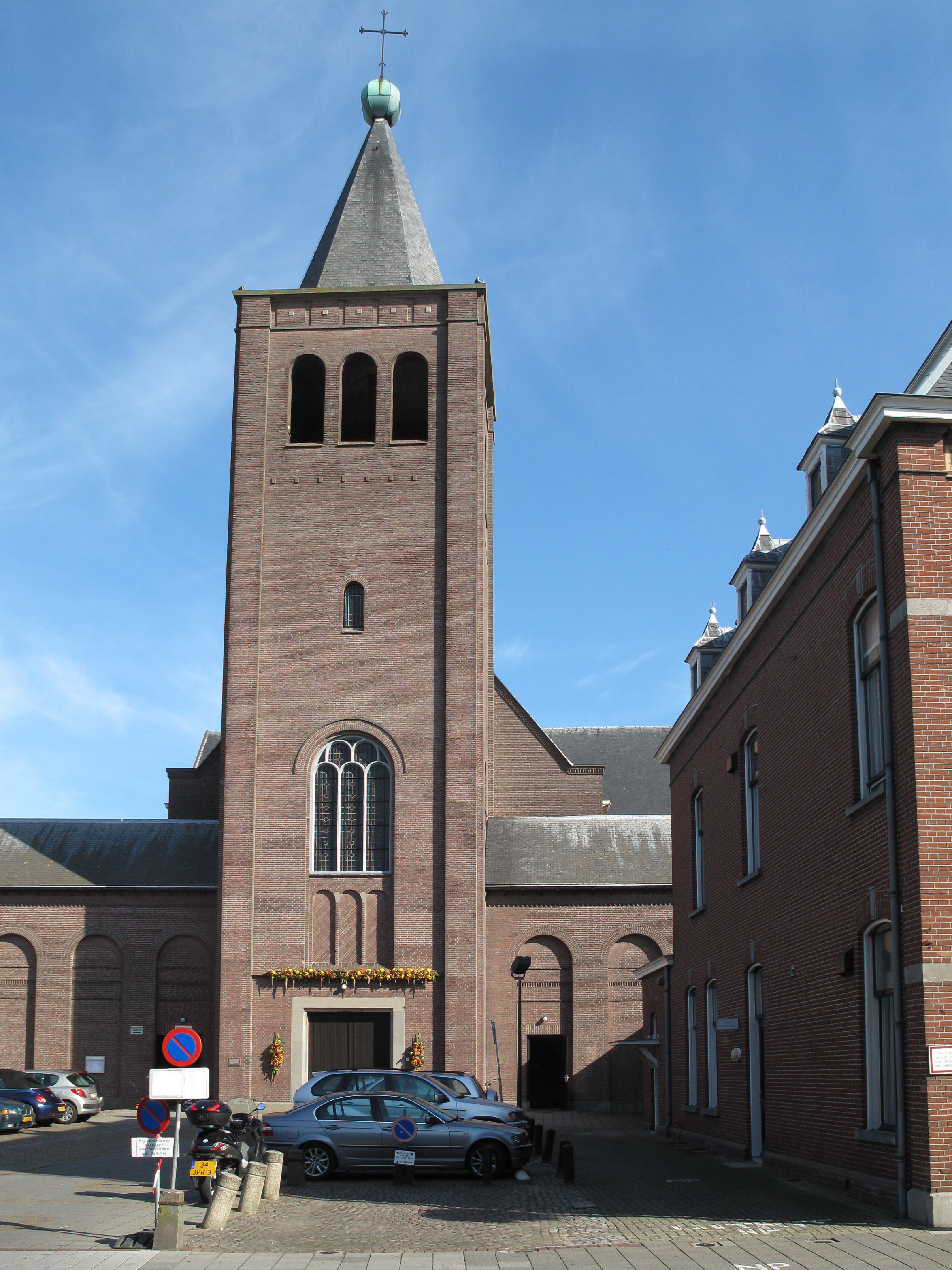
Onze-Lieve-Vrouw van Bijstandkerk

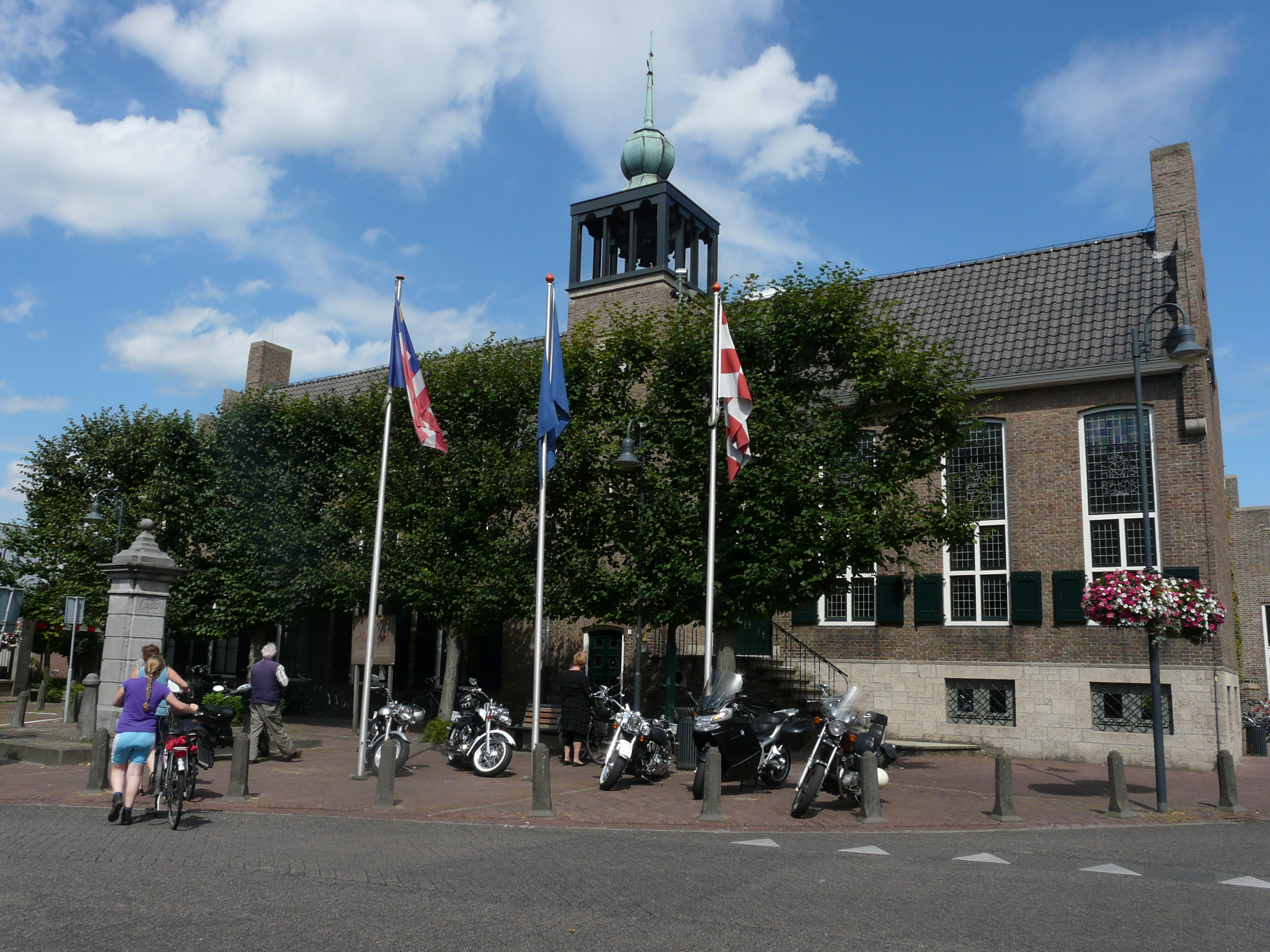
Gemeentehuis

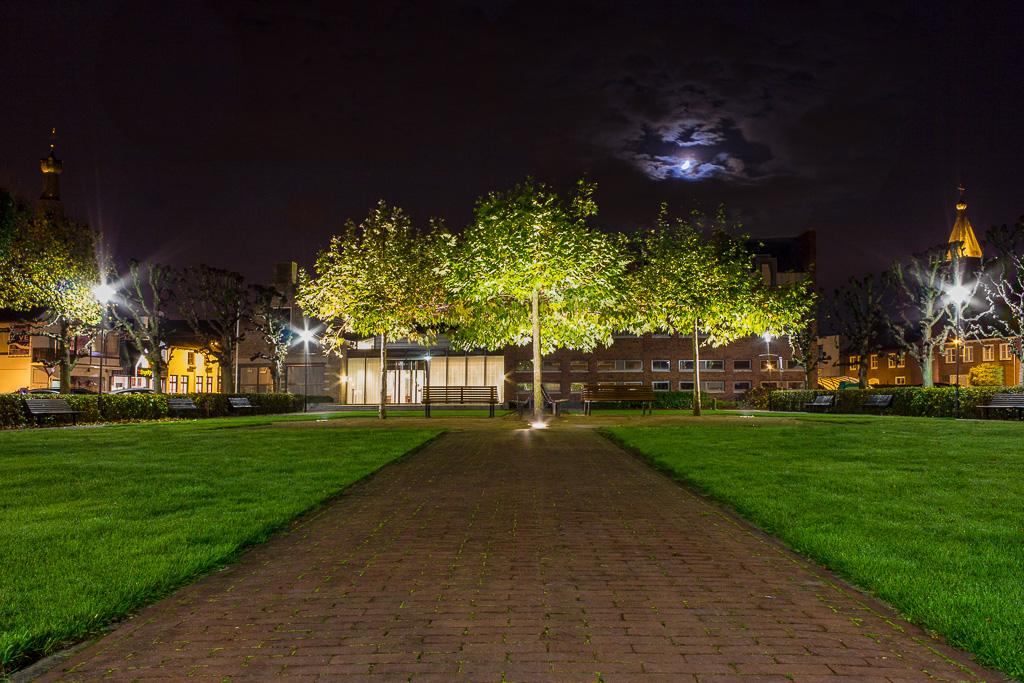
Gemeentehuis Baarle-Nassau

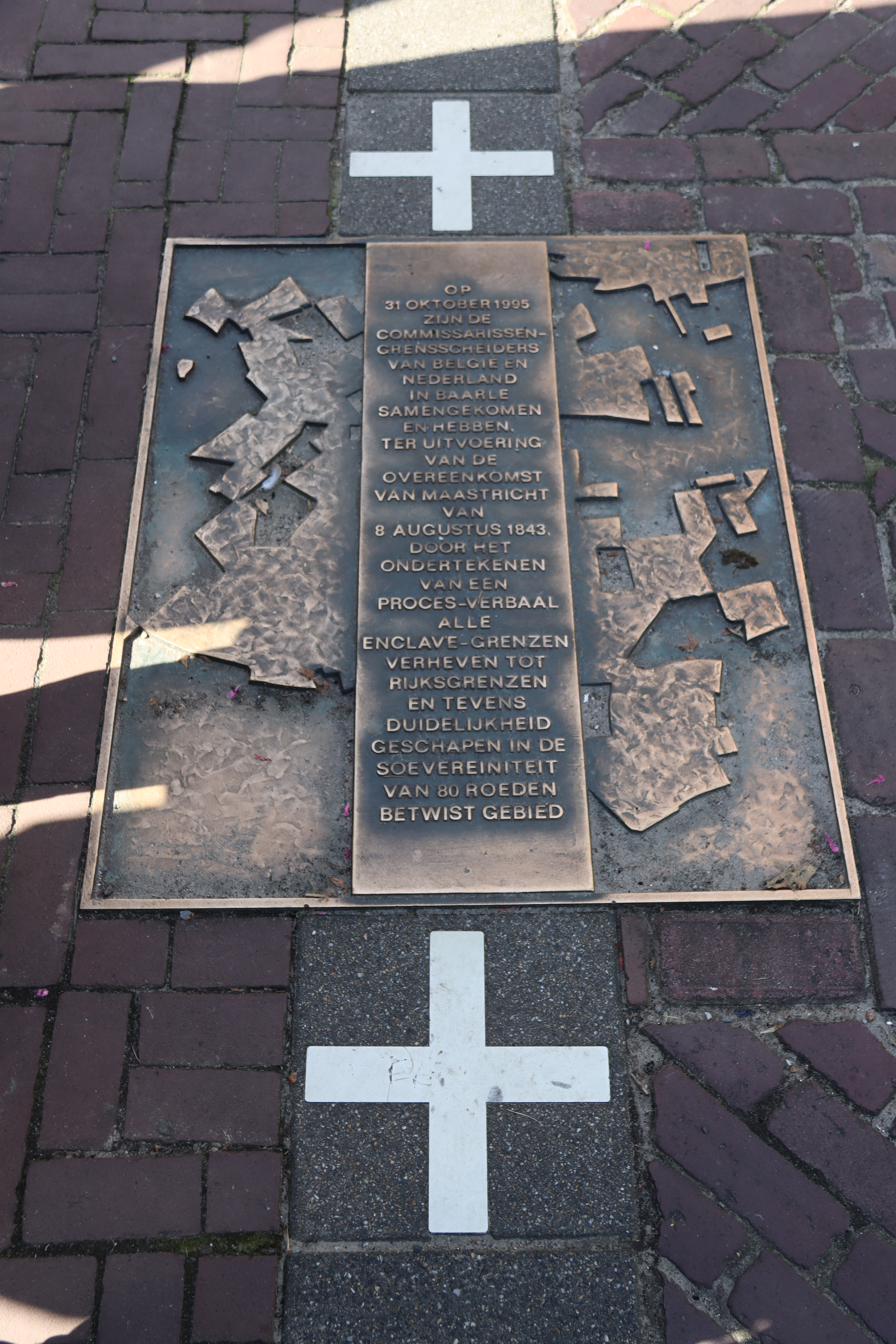
Grenslijn tussen Baarle-Hertog en Baarle-Nassau

In 1403 trouwt de Duitse graaf Engelbrecht I van Nassau-Siegen met Johanna van Polanen, de dochter van de Heer van Breda Jan III van Polanen. Naar toenmalig recht werd hij Heer van Breda. Met hem komt de naam van Nassau niet alleen terecht in het Nederlands Koningshuis, maar ook wordt de naam gegeven aan de Nederlandse gebieden van Baarle. Al het Baarle grondgebied buiten de Hertogse enclaves behoren sinds die tijd bij Baarle-Nassau.

## Gemeentelijke herindeling
De herindelingsplannen voor Baarle-Nassau begonnen in 1991. Vanwege de geplande gemeentelijke herindeling in de provincie Noord-Brabant nemen de gemeenten Alphen en Riel, Baarle-Nassau, Chaam en Nieuw-Ginneken in 1991 het initiatief om een onderzoek te laten instellen naar de mogelijkheden om samen één grote gemeente te vormen. Nadat de rapporten verschenen, haakt Baarle-Nassau af en komt met het voorstel om te komen tot een ABC-variant bestaande uit Alphen en Riel, Baarle-Nassau en Chaam, dus zonder de gemeente Nieuw Ginneken.
Als in de raadsvergadering van januari 1992 het voorstel van B en W in het kader van gemeentelijke herindeling voor de ABC-variant (samensmelting van Alphen, Baarle-Nassau en Chaam) ter stemming komt, blijkt er voor geen enkele variant een meerderheid haalbaar. B en W trekken hun voorstel in en er komt geen advies van de gemeente aan de voor de herindeling ingestelde commissie Schampers.
Als in mei 1992 de plannen bekend worden voor de herindeling van Midden-Brabant wordt tot ieders verrassing ook het gebied Baarle-Nassau hierin zijdelings betrokken. De commissie Schampers stelt voor om de gemeente Alphen en Riel te splitsen. Riel gaat naar Goirle en Alphen zal samen met Baarle-Nassau en Chaam een nieuwe gemeente vormen.
Op 30 juni 1992 presenteert de 'Werkgroep tot behoud van een zelfstandige gemeente Baarle-Nassau' haar eindrapport aan de beide burgemeesters van Baarle. De werkgroep is van mening dat Baarle-Nassau zelfstandig moet blijven gezien de nauwe samenhang op allerlei vlakken met Baarle-Hertog.
Op 15 februari 1993 suggereert Jan Houben, voorzitter van de CDA-statenfractie in Noord-Brabant, tijdens een voorlichtingsavond over de gemeentelijke herindeling in het Stadsgewest Breda, dat de enclavesituatie in Baarle het best opgeheven kan worden zodat straks één Baarle kan toetreden tot de Grote Groene Gemeente.
Op 24 maart 1993 herhaalt Houben van het CDA zijn stelling over het opheffen van de enclavesituatie voor de camera's van RTL 4. Hij doet het zelfs af als een stukje folklore dat de herindeling in de weg staat. Met name burgemeester Fons Cornelissen van Baarle-Hertog reageert fel op de uitlatingen van Jan Houben. Hij verwijt deze zelfs bestuurlijke onbekwaamheid. Cornelissen mobiliseert onmiddellijk de gedeputeerden van de provincie Antwerpen. Deze beleggen een extra vergadering op 26 maart. Fons Cornelissen treedt met zijn felle actie in de voetsporen van een van zijn voorgangers, burgemeester Pieter van Gilse die in 1892 strijd leverde om de enclaves.
Naar aanleiding van de RTL 4-uitzending besluiten acht ex-VN-militairen die op 29 maart 1993 uit
Bosnië-Herzegovina terugkeerden om op 1 april 1993 een ludieke actie te houden in Baarle-Hertog.
Zij richten op de Singel tussen de kerk en huis Bax een VN-checkpoint in, compleet met acht blauwhelmen en twee VN-vlaggen. Zij controleren daarbij de Nederlandse auto's die Baarle-Hertog binnenrijden. De Nederlanders mogen doorrijden als ze beloven geen acties te ondernemen die kunnen leiden tot annexatie van Baarle-Hertog door Nederland.
Op 9 april 1993 maken Gedeputeerde Staten hun eerste voorstel tot gemeentelijke herindeling binnen het Stadsgewest Breda bekend. GS is voorstander van de vorming van een 'Grote Groene Gemeente' met de naam Baarle-Nassau. Die nieuwe gemeente zal bestaan uit de kernen Alphen, Ulvenhout, Galder en Strijbeek en de gemeenten Baarle-Nassau en Chaam. Toenmalig burgemeester Hendrikx van Baarle-Nassau is niet te spreken over het plan. Hij wil dat Baarle-Nassau zelfstandig blijft. Ook burgemeester Cornelissen van Baarle-Hertog is voor zelfstandigheid van Baarle-Nassau om het eigene van Baarle in een geheel te bewaren.
Op 8 juli 1993 maken Gedeputeerde Staten van Noord-Brabant hun definitieve voorstel betreffende de herindeling van het Stadsgewest Breda bekend. Tot verrassing van velen wordt een nieuwe gemeente Baarle-Nassau voorgesteld, die bestaat uit de gemeenten Baarle-Nassau en Chaam en uit de kernen Alphen, Galder en Strijbeek. Ulvenhout en Bavel gaan niet naar Baarle-Nassau, maar worden bij de stad Breda gevoegd. De nieuwe gemeente Baarle-Nassau zal in deze vorm 14.800 inwoners gaan tellen.
Het voorstel van GS zal gedurende vier maanden ter inzage liggen en daarna zal het met de commentaren toegezonden worden aan de Provinciale Raad van Noord-Brabant, die er in mei 1994 over zal stemmen. Daarna is het aan de Tweede en de Eerste Kamer om zich over de herindelingsplannen voor het Stadsgewest Breda te buigen. Op zijn vroegst zal in januari 1996 de nieuwe gemeente Baarle-Nassau van start kunnen gaan. Wel ligt het in de bedoeling om vooruitlopend hierop de 'oude' gemeenten Baarle-Nassau en Chaam al per 1 januari 1994 uit het Stadsgewest Breda te halen toe te voegen aan het Samenwerkingsverband Midden-Brabant.
In 1996 worden door de activisten in Baarle de laatste trucs toegepast om te trachten te bereiken dat Baarle-Nassau, vanwege de samenwerking met Baarle-Hertog, zelfstandig blijft. Er is zelfs een regionale bijeenkomst in de slotjes in Oosterhout waarbij gouverneur Camille Paulus van de provincie Antwerpen een vurig pleidooi houdt tijdens een diner voor belangrijke beslissers in de Tweede Kamer. Hij refereert daarbij omstandig aan het feit dat Baarle-Hertog om dezelfde redenen buiten de gemeentelijke herindeling in België is gehouden. Het effect van zijn pleidooi wordt snel zichtbaar als de Tweede Kamer over de herindeling wordt besproken. De meeste Tweede Kamerfracties kiezen voor zelfstandigheid van Baarle-Nassau, zo blijkt later.
De Tweede Kamer in Nederland beslist in 1996 om Baarle-Nassau zelfstandig te laten en dus buiten het herindelingsproces in Noord-Brabant te houden. Er werd wel de voorwaarde gesteld dat de beide Baarles hun onderlinge samenwerking meer structuur zouden geven en wel onder de vlag van de Benelux-overeenkomst.
In Baarle wordt door secretaris-generaal B. Hennekam van de Benelux Economische Unie (BEU) het 'Gemeenschappelijk Orgaan Baarle' (GOB) officieel geïnstalleerd. Het nieuwe orgaan is het uitvloeisel van de eisen die de Tweede Kamer stelde aan een meer gestructureerde samenwerking tussen de beide Baarles. In het GOB vergaderen de beide colleges op regelmatige basis (het GOB-klein) en vergaderen minstens driemaal per jaar ook beide raden samengebracht in het GOB-plenair over zaken van gemeenschappelijk belang.

## Bestuur

### Gemeenteraad
Samenstelling van de gemeenteraad van Baarle-Nassau vanaf 1982:
| Gemeenteraadszetels              | Gemeenteraadszetels | Gemeenteraadszetels | Gemeenteraadszetels | Gemeenteraadszetels | Gemeenteraadszetels | Gemeenteraadszetels | Gemeenteraadszetels | Gemeenteraadszetels | Gemeenteraadszetels | Gemeenteraadszetels | Gemeenteraadszetels |
| Partij                           | 1982                | 1986                | 1990                | 1994                | 1998                | 2002                | 2006                | 2010                | 2014                | 2018                | 2022                |
| -------------------------------- | ------------------- | ------------------- | ------------------- | ------------------- | ------------------- | ------------------- | ------------------- | ------------------- | ------------------- | ------------------- | ------------------- |
| Baarle!                          | -                   | -                   | -                   | -                   | -                   | -                   | -                   | -                   | 3                   | 5                   | 4                   |
| CDA                              | 1                   | 2                   | 2                   | -                   | 5                   | 5                   | 5                   | 5                   | 4                   | 2                   | 4                   |
| Vooruitstrevende Partij Baarle   | 3                   | 2                   | 3                   | 4                   | 3                   | 2                   | 2                   | 2                   | 2                   | 1                   | 3                   |
| Fractie Ulicoten                 | 2                   | 2                   | 2                   | 2                   | 3                   | 2                   | 2                   | 1                   | 2                   | 2                   | 2                   |
| Keerpunt 98                      | -                   | -                   | -                   | -                   | 1                   | 3                   | 3                   | 4                   | 2                   | 3                   | -                   |
| VVD                              | 1                   | 1                   | 1                   | 1                   | 1                   | 1                   | 1                   | 1                   | -                   | -                   | -                   |
| CDA-Agrarisch&Gemeenschapsbelang | -                   | -                   | -                   | 4                   | -                   | -                   | -                   | -                   | -                   | -                   | -                   |
| Agrarisch&Gemeenschapsbelang     | 4                   | 4                   | 3                   | -                   | -                   | -                   | -                   | -                   | -                   | -                   | -                   |
| Totaal                           | 11                  | 11                  | 11                  | 11                  | 13                  | 13                  | 13                  | 13                  | 13                  | 13                  | 13                  |
| Opkomst                          |                     |                     |                     |                     |                     |                     |                     | 51,50%              | 57,23%              | 55,82%              | 51,37%              |

### College van B&W
Naast burgemeester Marjon de Hoon-Veelenturf bevat het college wethouders en de gemeentesecretaris. Voor de periode 2024-2026 zijn wethouders:
- Thomas Adams (CDA)
- Hans van Tilborg (Baarle!)
- Janneke van de Laak (Vooruitstrevende Partij Baarle)

## Aangrenzende gemeenten
| Aangrenzende gemeenten | Aangrenzende gemeenten | Aangrenzende gemeenten          | Aangrenzende gemeenten | Aangrenzende gemeenten |
| ---------------------- | ---------------------- | ------------------------------- | ---------------------- | ---------------------- |
|                        |                        | Alphen-Chaam                    |                        |                        |
|                        |                        |                                 |                        |                        |
| Hoogstraten (B)        | Ravels (B)             |                                 |                        |                        |
|                        |                        |                                 |                        |                        |
| Hoogstraten (B)        |                        | Baarle-Hertog (B) Merksplas (B) |                        | Turnhout (B)           |

## Monumenten
In de gemeente zijn er een aantal rijksmonumenten, gemeentelijke monumenten, en oorlogsmonumenten, zie:
- Lijst van rijksmonumenten in Baarle-Nassau
- Lijst van gemeentelijke monumenten in Baarle-Nassau
- Lijst van oorlogsmonumenten in Baarle-Nassau

## Kunst in de openbare ruimte
In de gemeente Baarle-Nassau zijn diverse beelden, sculpturen en objecten geplaatst in de openbare ruimte, zie:
- Lijst van beelden in Baarle-Nassau

## Sport
- Gloria-UC is de voetbalclub van Baarle-Nassau.
- HC Baarle is de hockeyclub van Baarle-Nassau en is in 2015 opgericht.
- In 1950 was Baarle-Nassau start- en finishplaats in de Ronde van Nederland
- Op zondag 21 augustus 2022 liep de route van de derde etappe (van Breda naar Breda) van de Ronde van Spanje 2022 door Baarle-Nassau.[4]

## Geboren
- Adriaan van Campen (1746-1787), crimineel
- Hermanus Parlevliet (1916-1944), Engelandvaarder
- Kees Aarts (1941-2008), voetballer
- Jacques Frijters (1947), wielrenner
- Eric Boeren (1959), jazz-trompettist en kornettist
- Richard Van Oosterhout (1962), cameraman
- Ingrid Oonincx (1968), thrillerschrijfster
- Kitty van Haperen (1976), bobsleester en atlete
- Emile Luijben (1982), vlogger/YouTuber

## Nabijgelegen kernen
Baarle-Hertog, Weelde-Station, Castelré, Ulicoten, Chaam, Alphen